# لونی
لونی
شهر لونی (به انگلیسی: Loni) با جمعیت ۲۲۹٫۴۱۰ نفر در ایالت اوتار پرادش در کشور هند واقع شده‌است.